# 4286 Rubtsov
A 4286 Rubtsov (ideiglenes jelöléssel 1988 PU4) a Naprendszer kisbolygóövében található aszteroida. Ljudmila Ivanovna Csernih fedezte fel 1988. augusztus 8-án.